# Unión Hidalgo
Unión Hidalgo è un comune del Messico, situato nello stato di Oaxaca.